# Lijst van gemeentelijke monumenten in Den Burg
De plaats Den Burg, onderdeel van de gemeente Texel, kent 42 gemeentelijke monumenten:
| Object | Bouwjaar                                                                   | Architect | Locatie            | Coördinaten                  | Nr.          | Afbeelding                                                                                    |
| --- | -------------------------------------------------------------------------- | --------- | ------------------ | ---------------------------- | ------------ | --------------------------------------------------------------------------------------------- |
| Stolpboerderij Rozenburg, boerderij met voorhuis, boterkelder, riet gedekt                                    | 1856                                                                       |           | Akenbuurt 21       | 53° 3' 12" NB, 4° 46' 53" OL | 0448/GDB46   | Stolpboerderij Rozenburg, boerderij met voorhuis, boterkelder, riet gedekt                    |
| Woonhuiswinkel                                                                                                |                                                                            |           | Binnenburg 6, 6B,C | 53° 3' 18" NB, 4° 47' 50" OL | 0448/34      | Meer afbeeldingen                                                                             |
| Woonhuiswinkel                                                                                                |                                                                            |           | Binnenburg 6A, D   | 53° 3' 18" NB, 4° 47' 50" OL | 0448/35      | Meer afbeeldingen                                                                             |
| Woonhuis |                                                                            |           | Burgwal 31         | 53° 3' 17" NB, 4° 47' 56" OL | 0448/GDB3    | Woonhuis                                                                                      |
| Timmerwerkplaats                                                                                              | ca. 1850                                                                   |           | Burgwal 37         | 53° 3' 16" NB, 4° 47' 56" OL | 0448/GDB4    | Timmerwerkplaats                                                                              |
| Pand |                                                                            |           | Burgwal 43         | 53° 3' 16" NB, 4° 47' 57" OL | 0448/GDB5    | Pand                                                                                          |
| Schapeboet |                                                                            |           | Driehuizen 17      | 53° 2' 45" NB, 4° 45' 54" OL | 0448/88      | Schapeboet                                                                                    |
| Stolpboerderij Schabotex, enkele stolp met riet en pannen gedekt                                              | 1906                                                                       |           | Driehuizen 6, 6b   | 53° 2' 46" NB, 4° 46' 33" OL | 0448/37      | Stolpboerderij Schabotex, enkele stolp met riet en pannen gedekt                              |
| Woonhuis |                                                                            |           | Gravenstraat 29    | 53° 3' 17" NB, 4° 47' 44" OL | 0448/GDB2    | Woonhuis                                                                                      |
| Woonhuis |                                                                            |           | Gravenstraat 31    | 53° 3' 17" NB, 4° 47' 44" OL | 0448/GDB48   | Woonhuis                                                                                      |
| Voormalig Schoutenhuis, met gereconstrueerde trapgevel                                                        | 14e-eeuwse kern, meerdere malen (gedeeltelijk) herbouwd (1611, 1894, 1981) |           | Groeneplaats 14    | 53° 3' 15" NB, 4° 47' 49" OL | 0448/GDB31   | Voormalig Schoutenhuis, met gereconstrueerde trapgevel                                        |
| Stolpboerderij                                                                                                |                                                                            |           | Hollewal 1         | 53° 3' 17" NB, 4° 47' 42" OL | 0448/wikinr3 | Meer afbeeldingen                                                                             |
| Stolpboerderij De Witte Engel, enkele stolp en riet gedekt                                                    | 1742                                                                       |           | Hoornderweg 11     | 53° 2' 37" NB, 4° 47' 33" OL | 0448/47      | Stolpboerderij De Witte Engel, enkele stolp en riet gedekt                                    |
| Schapeboet |                                                                            |           | Hoornderweg 15     | 53° 2' 37" NB, 4° 47' 33" OL | 0448/10      | Upload foto                                                                                   |
| Schapeboet |                                                                            |           | Hoornderweg 16     | 53° 2' 30" NB, 4° 47' 24" OL | 0448/11      | Upload foto                                                                                   |
| Stolpboerderij, enkele stolp, riet en pannen gedekt, dakspiegel, portiek met siertegels, dakkapel, kroonlijst | 1916                                                                       |           | Hoornderweg 18     | 53° 2' 21" NB, 4° 47' 18" OL | 0448/48      | Meer afbeeldingen                                                                             |
| Stolpboerderij de Kamp, enkele stolp, riet en pannengedekt                                                    | 1888                                                                       |           | Hoornderweg 20     | 53° 2' 20" NB, 4° 47' 12" OL | 0448/49      | Stolpboerderij de Kamp, enkele stolp, riet en pannengedekt                                    |
| Stolpboerderij De Hoge Kamp, enkele stolp, pannendak, kroonlijst en dakkapel                                  | 1899                                                                       |           | Hoornderweg 21     | 53° 2' 18" NB, 4° 47' 14" OL | 0448/50      | Meer afbeeldingen                                                                             |
| Stolpboerderij De Oude Kamp, enkele stolp, riet gedekt, raamluiken, dakkapel                                  | 1751                                                                       |           | Hoornderweg 26     | 53° 2' 15" NB, 4° 46' 60" OL | 0448/51      | Meer afbeeldingen                                                                             |
| Stolpboerderij De Witte Engel, enkele stolp en riet gedekt                                                    | 1742                                                                       |           | Hoornderweg 7      | 53° 2' 39" NB, 4° 47' 33" OL | 0448/46      | Stolpboerderij De Witte Engel, enkele stolp en riet gedekt                                    |
| Schapeboet |                                                                            |           | Keesomlaan 49-51   | 53° 3' 5" NB, 4° 47' 26" OL  | 0448/14      | Meer afbeeldingen                                                                             |
| Stolpboerderij Buitenlust, riet gedekt, boogschildering op darsdeuren en aangebouwd woonhuis,                 | 1802                                                                       |           | Kogerstraat 97     | 53° 3' 38" NB, 4° 47' 24" OL | 0448/54      | Stolpboerderij Buitenlust, riet gedekt, boogschildering op darsdeuren en aangebouwd woonhuis, |
| telefoon bunker                                                                                               | 1943                                                                       |           | Kogerstraat 132a   |                              | 0448/GDB49   | Meer afbeeldingen                                                                             |
| paardenbunker                                                                                                 | 1943                                                                       |           | Kogerstraat 132a   |                              | 0448/GDB50   | Meer afbeeldingen                                                                             |
| Schapeboet |                                                                            |           | Leemkuil 2         | 53° 2' 37" NB, 4° 48' 0" OL  | 0448/18      | Upload foto                                                                                   |
| Woonhuis |                                                                            |           | Molenstraat 13     | 53° 3' 13" NB, 4° 47' 44" OL | 0448/GDB19   | Woonhuis                                                                                      |
| Woonhuis |                                                                            |           | Molenstraat 15     | 53° 3' 13" NB, 4° 47' 44" OL | 0448/GDB20   | Woonhuis                                                                                      |
| Woonhuis |                                                                            |           | Molenstraat 27     | 53° 3' 11" NB, 4° 47' 44" OL | 0448/GDB44   | Woonhuis                                                                                      |
| Woonhuis |                                                                            |           | Molenstraat 29     | 53° 3' 10" NB, 4° 47' 44" OL | 0448/GDB45   | Woonhuis                                                                                      |
| Pastorie van de Johannes de Doperkerk                                                                         |                                                                            |           | Molenstraat 34     | 53° 3' 13" NB, 4° 47' 43" OL | 0448/GDB30   | Meer afbeeldingen                                                                             |
| Woonhuis |                                                                            |           | Molenstraat 58     | 53° 3' 11" NB, 4° 47' 43" OL | 0448/GDB21   | Woonhuis                                                                                      |
| Woonhuis | 1858                                                                       |           | Molenstraat 60-62  | 53° 3' 11" NB, 4° 47' 43" OL | 0448/GDB22   | Meer afbeeldingen                                                                             |
| Schapeboet, enkele stolp, pannendak                                                                           | 1850                                                                       |           | Pontweg 116        | 53° 3' 47" NB, 4° 46' 40" OL | 0448/25      | Meer afbeeldingen                                                                             |
| Schapeboet, enkele stolp, overhangend rieten dak                                                              | 1910                                                                       |           | Schansweg 26       | 53° 2' 31" NB, 4° 49' 4" OL  | 0448/27      | Upload foto                                                                                   |
| Woonhuis |                                                                            |           | Schilderend 4      | 53° 3' 12" NB, 4° 48' 1" OL  | 0448/GDB12   | Woonhuis                                                                                      |
| Woonhuis | ca. 1880                                                                   |           | Schilderend 8      | 53° 3' 12" NB, 4° 48' 2" OL  | 0448/GDB14   | Woonhuis                                                                                      |
| Woonhuis Sonnevanck                                                                                           | Begin 20ste eeuw                                                           |           | Waalderstraat 58   | 53° 3' 26" NB, 4° 47' 54" OL | 0448/wikinr1 | Woonhuis Sonnevanck                                                                           |
| Woonhuis |                                                                            |           | Waterweg 7         | 53° 2' 11" NB, 4° 48' 41" OL | 0448/79      | Upload foto                                                                                   |
| Schapenboet, enkele stolp, pannendak                                                                          | 1850                                                                       |           | Westerweg 11       | 53° 3' 3" NB, 4° 47' 13" OL  | 0448/93      | Meer afbeeldingen                                                                             |
| Woonhuis/hekwerk                                                                                              | 1907                                                                       |           | Weverstraat 85     | 53° 3' 15" NB, 4° 47' 60" OL | 0448/GDB28   | Meer afbeeldingen                                                                             |
| Stolpboerderijschuur                                                                                          |                                                                            |           | Weverstraat 85     | 53° 3' 15" NB, 4° 47' 60" OL | 0448/GDB29   | Upload foto                                                                                   |
| Woonhuis |                                                                            |           | Weverstraat 99     | 53° 3' 14" NB, 4° 48' 1" OL  | 0448/DB7     | Woonhuis                                                                                      |
| Stolpboerderijschuur                                                                                          |                                                                            |           | Zuid Haffel 28     | 53° 2' 14" NB, 4° 48' 7" OL  | 0448/92      | Upload foto                                                                                   |
| Schapeboet |                                                                            |           | Zuid Haffel 21     | 53° 2' 17" NB, 4° 47' 50" OL | 0448/32      | Upload foto                                                                                   |